# كاثي هوارد
كاثي هوارد (بالإنجليزية: Kathy Howard)‏ هي لاعبة جمباز فني أمريكية، ولدت في 21 يونيو 1958 في بلينفيو في الولايات المتحدة.

## وصلات خارجية
- كاثي هوارد على موقع أوليمبيديا (الإنجليزية)